# Breitenberghütte
Die Breitenberghütte, auch Breitenberghaus, ist eine Schutzhütte der Ortsgruppe Rosenheim der Naturfreunde Deutschland (NFD) in der Wendelsteingruppe. Die Hütte ist von Brannenburg, Ortsteil St. Margarethen in ca. einer Stunde zu erreichen. Nahegelegene Berggipfel sind die 1422 m hohe Rampoldplatte (von der Hütte aus in ca. 1 Stunde 45 Minuten zu erreichen), sowie die in etwa 2 Stunden zu erreichende, 1625 m hohe Hochsalwand. Im Winter existiert eine Naturrodelbahn von der Hütte nach Brannenburg.